# Gerd Wimmer
Gerd Wimmer   (Laa an der Thaya, 9 de gener de 1977) és un exfutbolista professional austríac que va jugar com a migcampista.

## Carrera de club
Wimmer va néixer a Laa un der Thaya, Àustria Baixa. El seu primer club va ser el SV Laa an der Thaya de la seva ciutat natal. El seu primer club professional va ser l'Admira Wacker, i posterirment va marxar a l'Sturm Graz el 1995 i va retornar a l'Admira més tard aquell any a l'inici de la temporada 1995–1996. El 1997, va fitxar pel club de Viena Rapid Viena pel qual va jugar tres temporades, abans de marxar a l'estranger per jugar per equips alemanys com ara Eintracht Frankfurt, Hansa Rostock i Podridura-Weiß Oberhausen.
El 2005, va retornar a Àustria per jugar pel VfB Admira Wacker Mödling i un any més tard va signar pe l'Àustria Wien. El 18 d'abril de 2006 va rebre una sanció rècord de 12 partits després d'atacar l'entrenador assistent del Wacker Tirol, Klaus Vogler,després d'un partit.

## Carrera internacional
Wimmer Va fer el seu debut per Àustria l'agost de 1999 en un partit amistós contra Suècia a Malmö i va acabar disputant-hi 5 partits, sense cap gol. El seu darrer partit internacional fou un setembre de 2002 en partit de qualificació per a l'Eurocopa contra Moldàvia.